# Ana Pérez (gimnasta)
Ana Pérez Campos (Sevilla, 14 de diciembre de 1997) es una gimnasta artística española, miembro del equipo nacional y campeona de España en cuatro ocasiones (2015, 2017, 2018 y 2019). 
Comenzó siguiendo los pasos de su hermano, formándose en las filas del Club Gimnástico Hytasa, llegando a ser becada en 2014 para trasladarse a Madrid para entrenar en el Centro de Alto Rendimiento.
Participó en el Campeonato Mundial de Gimnasia Artística de 2015 en Glasgow, llegando a clasificarse para la cita olímpica de Río 2016, donde terminó en el trigésimo sexto puesto en la fase preliminar de la competencia con una puntuación total de 54 299.
Fue campeona de España de gimnasia artística en los años 2015 y 2017.
En 2017 participó en la Copa del Mundo de Gimnasia Artística celebrada en Londres, donde llegó a quedarse a las puertas del podio tras quedar cuarta. Quedó decimotercera en el Campeonato Europeo de Gimnasia Artística celebrado en Cluj-Napoca (Rumanía). El mismo año, pero en la cita internacional de Montreal (Canadá), consiguió clasificarse para la final, quedando en el vigésimo puesto 49 266 puntos.
2018 comenzó con la operación de la lesión que tenía en la mano izquierda tras la finalización del Mundial de Canadá. Después de varias semanas de recuperación, volvía con más fuerza a la competición, llegando a ganar su tercer campeonato de España tras sumar una nota final de 51 967 puntos, por delante de Helena Bonilla y Cintia Rodríguez. Posteriormente, ganó sendas medallas de bronce en los Juegos Mediterráneos en los concursos múltiple individual y por equipos. En el Campeonato Europeo de Gimnasia Artística de Glasgow, el equipo español, capitaneado por Pérez, consiguió clasificarse para la fase final y quedar séptimas de Europa. Su última prueba importante del año tuvo lugar en Doha (Catar), en el Campeonato Mundial de Gimnasia Artística, donde se clasificó para la final del concurso completo y quedó vigesimotercera.
En 2019 volvía a revalidar su título de campeona de España, consiguiendo su cuarto trofeo. En la cita internacional de Stuttgart, en el Campeonato Mundial de Gimnasia Artística, el conjunto español formado por Roxana Popa, Ana Pérez, Cintia Rodríguez, Alba Petisco, Marina González y Alba Asencio conseguía clasificarse para la cita olímpica de Tokio 2020, posteriormente suspendida por la pandemia del coronavirus y retrasada hasta 2021.
En enero de 2021, durante los primeros compases de la borrasca Filomena, se lesionó en el Centro de Alto Rendimiento de Madrid, en el momento que trataba con otros compañeros de trasladar material de entrenamiento de la sala principal a sus habitaciones. Acabó doblándose el pie derecho, con la consecuente rotura de ligamentos del tobillo y el cuarto metatarsiano del pie izquierdo. Comenzó la rehabilitación a contrarreloj para tratar de forzar su situación para llegar a la cita olímpica, atrasada por la pandemia del coronavirus. Pese a la mejora y al proceso de recuperación, a mediados de junio confirmó su retirada provisional de la competición, diciendo adiós así a su posibilidad de viajar a Tokio. El 29 de junio pasó por quirófano para operarse del tobillo.
Tras el fiasco de Tokio, consiguió clasificarse para participar en los Juegos Olímpicos de París 2024, junto a Laura Casabuena y Alba Petisco, tras el cierre del ranking olímpico por aparatos. Consiguió 50 765 puntos en el total de las cuatro pruebas, por detrás de los resultados de Casabuena y Petisco. No obstante, ninguna de las tres atletas españolas pudo avanzar de la ronda clasificatoria.
Estudia Periodismo en la Universidad Complutense de Madrid.